# Эндьюранс (кратер)
Эндьюранс (англ. Endurance) — ударный кратер на Марсе. Находится на плато Меридиана по координатам 1°54′ ю. ш. 354°30′ в. д. / 1,9° ю. ш. 354,5° в. д.. Его исследовал марсоход Оппортьюнити с мая по декабрь 2004 года. Этот кратер назван именем британского морского судна «Эндьюранс» (Endurance), на котором экспедиция Эрнеста Шеклтона пыталась подойти к Антарктиде, но потерпела кораблекрушение.
Оппортьюнити вошёл внутрь кратера 15 июня (134 сол), и 14 декабря (315 сол), закончив его изучение, выехал. Находясь внутри кратера, ровер преодолевал различные препятствия, в частности, крутые склоны. Местами были проблемы сцепления колёс с грунтом и пробуксовки.

## Исследование марсоходомОппортьюнити
После прибытия к кратеру Оппортьюнити начал изучать его геологию. Ровер успешно спустился в кратер и начал исследовать место, получившее название «Каратепе».
На рисунке слева показаны слои горных пород, обозначенные буквами. Структура и химический состав менялись с глубиной. Таким образом, учёные сделали вывод, что возраст их аналогичен схеме (картинка слева); те, что выше, — более молодые, нижние — более древние.
Оппортьюнити поехал внутрь кратера для исследования песчаных дюн. Он изучил различные выходы горных пород. Было принято решение не ездить по дюнам (из опасения, что ровер может в них застрять). Вместо этого Оппортьюнити занимался исследованиями окружающих дюны камней, прежде чем выехал из кратера. По пути он наткнулся на камень, прозванный «Wopmay». Его изучение дало неуверенные свидетельства в пользу того, что камни на дне кратера подвергались воздействию воды и до, и после формирования кратера.
Затем ровер отправился в место под названием «Бёрнс Клифф». Это название дано в честь покойного геолога Роджера Бёрнса из Массачусетского технологического института. Сильное проскальзывание колёс ровера помешало использовать для исследований манипулятор, однако Оппортьюнити передал снимки этого места в высоком разрешении, сделанные камерой Pancam. На снимках видны слои осадочных пород, которые, возможно, были отложены в жидкой среде. Эти породы позже были названы формацией Бёрнс, но до утверждения Международным астрономическим союзом это имя не является официальным.
Бернс Клифф был последним пунктом исследований в кратере Эндьюранс. Во время выезда из кратера у ровера продолжались проблемы с проскальзыванием. Оставив позади кратер Эндьюранс, ровер направился к своему теплозащитному экрану. Позади него был найден необычный камень, позже оказавшийся первым обнаруженным на другой планете метеоритом — Heat Shield Rock.

## Поиск воды
Оппортьюнити провёл около полугода, изучая кратер Эндьюранс. За это время он собрал много данных, подтвердивших гипотезу о наличии в прошлом жидкой воды на Марсе. Оказалось, что вода покрывала эту местность много раз: водоёмы появлялись и исчезали, оставляя эвапориты. Изучение их составляющих, в частности, сульфатов, указывает на то, что эта вода была довольно кислотной, но это, по мнению исследователей, не исключает возможности наличия в прошлом в этих местах жизни.